# Treteakove, Horol
Treteakove (în ucraineană Третякове) este un sat în comuna Andriivka din raionul Horol, regiunea Poltava, Ucraina.

## Demografie
Componența lingvistică a localității Treteakove
     Ucraineană (94,92%)
     Rusă (5,08%)
Conform recensământului din 2001, majoritatea populației localității Treteakove era vorbitoare de ucraineană (94,92%), existând în minoritate și vorbitori de rusă (5,08%).